# Regina Salcedo
Regina Salcedo Irurzun (Pamplona, 5 de septiembre de 1972) es una escritora y guionista española. Desde enero de 2024 está al frente de la vocalía de Literatura y Lingüística del Ateneo Navarro-Nafar Ateneoa. Tras especializarse en Poesía Contemporánea bajo la tutoría de José María Guelbenzu, comenzó a impartir talleres en 2007. Fue seleccionada por la editorial Torremozas como una de las voces nuevas de mayor interés, en 1992. En 2014 publica en Baile del Sol su primer poemario, Icebergs, al que le sigue en 2015 Protagonistas (Kokapeli). Después de esta publicación fue invitada a hacerse cargo de la colección de poesía de dicha editorial, Kokapeli Poesía (2015-2017).
Desde 2016 ha publicado 7 obras de narrativa y 5 poemarios, como Mujer varada en 2018, con una reedición ampliada en 2024 (Uve Books), bajo el título Mujer varada. La rebelión de la espera, con prólogo de Pilar Adón, El libro fue elegido por la librería salamantina Letras Corsarias como uno de los mejores poemarios del año.[cita requerida]
En mayo de 2025 aparece Viaje a Creta (Sloper), del que la crítica ha dicho: "Poemario escrito, con una sensibilidad lírica exquisita, también ironía; escrito en estado de gracia diríase, buscando la complicidad de la persona lectora y con sutiliza a raudales. Y planteando dilemas, muchos dilemas debidamente escrutados." (Revista Librújula). 

## Biografía
Regina Salcedo Irurzun realizó estudios en la Escuela de Letras de Madrid (1993-1995) con profesores como Juan José Millás (Relato Breve) Constantino Bértolo (Técnicas Narrativas) Alejandro Gándara (Crítica Literaria), Rosa Montero(Escritura Periodística), Juan Luis Conde (Retórica) o José María Guelbenzu (Poesía Contemporánea), entre otros. Se diplomó en Magisterio en Lengua Extranjera por la Universidad Pública de Navarra en 1999.
Desde el año  2007 coordina Talleres de Escritura Creativa y Tutorías Literarias tanto presenciales como on line. Empezó impartiendo estos talleres en los centros culturales del Ayuntamiento de Pamplona (Civivox) y en el Instituto Navarro de Juventud, para continuar más tarde de forma independiente.
También ha trabajado como guionista en el desarrollo de gamificaciones, apps, aventuras gráficas y videojuegos educativos en empresas como Playing for Learning, Editorial Macmillan, Ouiplay, Jellyworld games y otras entidades.
Trabajó como ilustradora de libros de texto para el Departamento de Educación y Cultura del Gobierno de Navarra y la Escuela Oficial de Idiomas de Navarra (2001-2005).
Ha escrito artículos, reseñas y poemas para las revistas literarias Quimera, TK, La Bolsa de Pipas, Kokoro y Canibaal.
Ha ganado diversos premios de poesía, relato y microrrelato.
En noviembre de 2014 participó en el II Encuentro Poético Unicelular junto a los escritores Lola Nieto, Hasier Larretxea, Izaskun Gracia e Isabel Cadenas Cañón, donde presentó su poemario Icebergs, Baile del Sol, 2014.
También fue fundadora y coordinadora de La Mesa Poética, espacio de intercambio de libros de poesía en Pamplona.
En junio de 2015 publica su segundo poemario, Protagonistas (Kokapeli, 2015).
En diciembre de 2016 publica la primera parte de la trilogía Los libros de Ollumarh I; Esclavos de Taur-Krim, una novela de fantasía dirigida al público juvenil (Los libros de Ollumarh).
En mayo de 2017 publica en Voz vértebra, antología de poesía futura, Antonio F. Rodríguez, editorial Kokoro.
También en mayo de 2017, en La Feria del Libro de Pamplona, presenta la segunda parte de Los libros de Ollumarh II; La Resistencia. (Los libros de Ollumarh).
En abril de 2018 publica la última parte de la trilogía, Los libros de Ollumarh III; La Orden de San Jorge. (Los libros de Ollumarh).
En septiembre de 2018 publica el poemario Mujer varada en la editorial Los libros de la Marisma. En diciembre de 2018 el libro es elegido por la librería Letras Corsarias (Salamanca) como uno de los mejores poemarios del año.
En 2020 publica el poemario Lo que dejamos fuera (Huerga y Fierro, colección Rayo Azul), la novela de ciencia ficción Coser una vorágine (Apache Libros) presentado en el Festival Celsius 232 de ese mismo año y, junto a su hermana Leticia Salcedo, Pequeño Diccionario Sentimental (57 palabras para empezar a amar el euskera) (Pamiela Etxea).
En 2021, publica con Apache, La Baba Celestial, una novela de ciencia ficción y humor que presentó ese mismo año en el Festival Celsius. También publica el libro de relatos de ciencia ficción y terror En qué te has convertido, con la editorial Baker St.
En octubre de 2022, dentro de los Encuentros de Pamplona 72-92, participa en la mesa sobre poesía en Navarra junto a los escritores Castillo Suárez, Luís Garde y Fernando Chivite.
En 2025, publica con la editorial Sloper, el poemario Viaje a Creta.

## Premios
- Premio de Poesía por la Universidad de Navarra, 1991.
- Premio Internacional de Poesía “Voces Nuevas” de la Editorial Torremozas, 1992.
- Premio de Relato Breve del Diario Deia, 1998.
- Premio Internacional de Microrrelatos EuskoSare, 2008.

## Obras
Poesía
- Protagonistas (Kokapeli, 2015)
- Icebergs (Baile del sol, 2014)
- Lo que dejamos fuera (Rayo Azul - Huerga y Fierro, 2020)
- Antología Voces Nuevas (IX Selección) (Torremozas, 1992)
- Ultravioleta Poesía Ilustrada (Antología) (Fundación Caja Navarra, 2015)
- Voz vértebra, antología de poesía futura (Kokoro, 2017)
- Poesía femenina actual en Navarra en castellano (Antología) (Torremozas, 2018)
- Mujer varada. La rebelión de la espera (Uve Books, 2024)
- Hydra (Uve Books, 2025)
- Viaje a Creta (Sloper, 2025)

Microrrelato
- Relatos en cadena (Antología) (Alfaguara, 2008)

Narrativa:
- Los libros de Ollumarh I-Esclavos de Taur-Krim (2016)
- Los libros de Ollumarh II-La Resistencia (2017)
- Los libros de Ollumarh III-La Orden de San Jorge (2018)
- Coser una vorágine (Apache, 2020)
- Pequeño Diccionario Sentimental (57 palabras para empezar a amar el euskera), (Pamiela Etxea, 2020)
- La Baba Celestial (Apache, 2021)
- En qué te has convertido (Baker Street, 2021)

Ilustración
- English with fun, Departamento de Educación y Cultura del Gobierno de Navarra, 1998.
- Oinez, Bizikletaz, Zaldiz, Departamento de Educación y Cultura del Gobierno de Navarra, 2002.
- Ari Gara 1, Departamento de Educación y Cultura del Gobierno de Navarra, Escuela Oficial de Idiomas, 2001.
- Ari Gara 2, Departamento de Educación y Cultura del Gobierno de Navarra, Escuela Oficial de Idiomas, 2002.
- Ari Gara 3, Departamento de Educación y Cultura del Gobierno de Navarra, Escuela Oficial de Idiomas, 2002.
- Ari Gara 4, Departamento de Educación y Cultura del Gobierno de Navarra, Escuela Oficial de Idiomas, 2002.
- Ari Gara 5, Departamento de Educación y Cultura del Gobierno de Navarra, Escuela Oficial de Idiomas, 2005.

Revistas literarias
- La Bolsa de Pipas (n.º 94).
- Quimera (n.º 315, 316, 317).
- TK (n.º 21).
- Kokoro
- Canibaal